# La Légion des damnés (film, 1969)
 (janvier 2017).
Si vous disposez d'ouvrages ou d'articles de référence ou si vous connaissez des sites web de qualité traitant du thème abordé ici, merci de compléter l'article en donnant les références utiles à sa vérifiabilité et en les liant à la section « Notes et références ».
Pour l’article homonyme, voir La Légion des damnés.
Pour plus de détails, voir Fiche technique et Distribution.
La Légion des damnés (La legione dei dannati) est un film italo-hispano-allemand réalisé par Umberto Lenzi, sorti en 1969.

## Synopsis
Juin 1944, les Alliés vont débarquer en Normandie pour commencer la libération de l'Europe. Cependant les Allemands ont fortifié les côtes françaises pour empêcher ce débarquement, même s’ils ne savent pas exactement où et quand il aura lieu. Les Alliés confient une mission au colonel anglais Henderson : constituer un commando qui atteindra la côte française près du Havre, c’est-à-dire dans l’Est de la Normandie, pour faire croire aux Allemands que c’est là qu’aura lieu le débarquement.
Les troupes allemandes dans cette région sont sous les ordres du colonel Ackerman, un officier qui a combattu en Afrique du Nord, où il a anéanti un commando dirigé par Henderson. Une fois sur la plage, les Anglais font exploser des mines sous-marines et neutralisent des bunkers, mais l'arrivée de renforts allemands les oblige à fuir vers l’intérieur des terres où, après quelques tentatives qui coûtent la vie à plusieurs membres du groupe, ils parviennent à détruire un énorme canon monté sur rails.

## Fiche technique
- Titre français : La Légion des damnés
- Titre original : La legione dei dannati
- Réalisation : Umberto Lenzi
- Scénario : Dario Argento, Rolf Grieminger & Eduardo Manzanos
- Musique : Marcello Giombini
- Photographie : Alejandro Ulloa
- Montage : Giese Rohm
- Sociétés de production : Tritone Cinematografica, Eguiluz Films & Hape-Film Company GmbH
- Pays :  Italie,  Espagne,  Allemagne
- Langue : Italien, Espagnol, Allemand, Anglais
- Format : Couleur - Mono - 35 mm - 2.35:1
- Genre : Guerre
- Durée : 112 min

## Distribution
- Jack Palance (VF : Jacques Berthier) : Le colonel Charley Anderson
- Thomas Hunter (VF : Sady Rebbot) : Le capitaine Kevin Burke
- Claudio Undari (VF : Marcel Bozzuffi) : Le soldat Raymond Stone
- Wolfgang Preiss (VF : Jean-Claude Michel) : Le colonel Ackerman
- Helmuth Schneider (VF : Michel Gatineau) : Le soldat Sam Shearer
- Guido Lollobrigida : Le soldat Johhny Carlyle (crédité Lee Burton)
- Aldo Sambrell (VF : Michel Barbey) : Le sergent Karim Habinda
- Bruno Corazzari (VF : Bernard Woringer) : Le soldat Freddy Madigan
- Diana Lorys (VF : Claude Chantal) : Janine
- Antonio Molino Rojo : Le soldat Albert Lang
- Lorenzo Robledo : Le soldat Maurice Sulky
- Curd Jürgens (VF : lui-même) : Le général von Reilow
- Franco Fantasia (VF : Hubert Noel) : Schiwers
- Gérard Herter (VF : René Bériard) : Le lieutenant Brandt
- Luis Induni : Pierre
- John Stacy : Le général Foyle